# آشپزخانه بی‌رحم
آشپزخانه بی‌رحم یک سریال آشپزی با مجری گری آلتون براون است که از ۱۱ اوت ۲۰۱۳ تا۱۹ ژوئیه ۲۰۱۷ در شبکه فود نت‌ورک پخش شده‌است. در این برنامه، ۴ آشپز در یک مسابقه ۳ مرحله ای حذفی شرکت می‌کنند. شرکت‌کنندگان در مزایده‌هایی مشارکت می‌کنند که با بردن آن‌ها، می‌توانند شانس‌هایی را بخرند تا کار یکدیگر را خراب کنند. در ابتدای مسابقه، به هر آشپز ۲۵۰۰۰ دلار داده می‌شود؛ آخرین نفری که باقی می‌ماند، برندهٔ همهٔ پولی که در مزایده‌ها خرج نکرده می‌شود. این سریال در فصل ۱۵ خود، که در ژوئیه ۲۰۱۷ پخش شد، به اتمام رسید.